# Municipio de Madison (condado de Carroll)
El municipio de Madison (en inglés: Madison Township) es un municipio ubicado en el condado de Carroll en el estado estadounidense de Indiana. En el año 2010 tenía una población de 433 habitantes y una densidad poblacional de 8,01 personas por km².

## Geografía
El municipio de Madison se encuentra ubicado en las coordenadas 40°30′27″N 86°38′19″O / 40.50750, -86.63861. Según la Oficina del Censo de los Estados Unidos, el municipio tiene una superficie total de 54.05 km², de la cual 54,05 km² corresponden a tierra firme y (0 %) 0 km² es agua.

## Demografía
Según el censo de 2010, había 433 personas residiendo en el municipio de Madison. La densidad de población era de 8,01 hab./km². De los 433 habitantes, el municipio de Madison estaba compuesto por el 97,46 % blancos, el 0,46 % eran afroamericanos, el 0,23 % eran asiáticos, el 1,39 % eran de otras razas y el 0,46 % eran de una mezcla de razas. Del total de la población el 3,46 % eran hispanos o latinos de cualquier raza.